# Nawerking
Nawerking is het effect dat ook na het aflopen van een collectieve arbeidsovereenkomst (cao) de cao-bepalingen deel uitmaken van de individuele arbeidsovereenkomst.

## Nederland
Het begrip doorwerking betekent dat de individuele arbeidsovereenkomst gewijzigd wordt door de bepalingen uit de cao. Dit volgt uit art. 9, 12 en 13 van de Wet CAO. Het betreft hier de normatieve of horizontale bepalingen, de afspraken die betrekking hebben op de relatie tussen de werkgever en de werknemers. Uit art. 2 en 3 van de Wet AVV volgt dat ook diagonale bepalingen doorwerken. Obligatoire of verticale bepalingen - de afspraken die worden gemaakt die betrekking hebben op de onderhandelingspartners - werken niet door.
Als een cao afloopt terwijl er nog geen nieuwe cao overeen is gekomen, dan ontstaat er weer individuele contractsvrijheid en vervallen de verticale en diagonale bepalingen. Dit geldt echter niet voor de horizontale bepalingen. Ook na het aflopen van de cao blijven deze deel uitmaken van de individuele arbeidsovereenkomst, de nawerking van de cao-bepalingen.
Het begrip nawerking is niet vastgelegd in de Wet CAO, maar is tot stand gekomen aan de hand van rechterlijke uitspraken. De eerste uitspraak van belang was zaak 114-76 tussen Maduro en Cuboha van het Gemeenschappelijk Hof van Justitie van de Nederlandse Antillen en Aruba van 5 juli 1977. Het hof oordeelde dat de cao onderdeel was geworden van de individuele
arbeidsovereenkomst en dat dit ook na afloop van de cao het geval was. Het hof verwierp het betoog van Maduro dat ook de looptijd doorwerkt in de individuele arbeidsovereenkomst zodat de bepalingen uit de cao na de looptijd geen deel meer zouden uitmaken van die overeenkomst. Het tweede verweer van Maduro was dat het afsluiten van een nieuwe cao zinloos was, aangezien de oude bepalingen eeuwig van kracht zouden blijven. Ook dit verweer werd afgewezen aangezien bestaande contracten altijd gewijzigd kunnen worden en er na afloop van de cao weer contractvrijheid ontstaat voor individuele arbeidsovereenkomsten.
In de Antillenzaak uit 1987 bevestigde de Hoge Raad de permanente doorwerking tot een nieuwe cao overeen wordt gekomen.
Op 8 april 2011 deed de Hoge Raad uitspraak in de zaak Unieke Kinderopvang (UK) tegen Abvakabo FNV. In dit arrest kwam men tot het oordeel dat nawerking niet noodzakelijk stopt zodra er een nieuwe cao is. De standaard-cao van de Maatschappelijk Ondernemers Groep, de CAO Kinderopvang, werkte volgens de Hoge Raad door in de individuele arbeidscontracten. Dat UK ondertussen lid was geworden van de Branchevereniging Kinderopvang Nederland (BKN) en stelde dat de CAO BKN met minder gunstige bepalingen van toepassing was, gold volgens de Hoge Raad niet, aangezien de CAO BKN een minimum-cao was, zodat de oude gunstigere bepalingen uit de CAO Kinderopvang niet strijdig waren met de CAO BKN. Dit zou wel het geval zijn geweest als er sprake was geweest van een standaard-cao, aangezien art. 12 van de Wet cao bepaalt dat bepalingen die afwijken van de cao nietig zijn.